# Chris Carmack
James Christopher Carmack (* 22. prosince 1980, Washington, D.C., Spojené státy americké) je americký herec, zpěvák a bývalý model. Proslavil se rolemi v seriálech O.C. (2003–2008), Nashville (2012–2018) a Chirurgové (2018–dosud). Mimo to se také objevil ve filmech The Butterfly Effect 3: Revelations (2009) , Do hlubiny 2 (2009), Ztroskotaná láska (2005), Kráska mezi muži (2010) a Alfa a Omega (2010) .

## Osobní život
V březnu roku 2016 se zasnoubil s Erin Slaver. Dvojice se vzala v říjnu roku 2018. Dne 30. srpna 2016 se jim narodila dcera.

## Filmografie

### Film
| Rok  | Název                                    | Role             | Poznámky |
| ---- | ---------------------------------------- | ---------------- | -------- |
| 2004 | Bravo Girls: Opět v akci                 | Todd             |          |
| 2005 | Candy Paint                              | fotbalista       |          |
| 2005 | Ztroskotaná láska                        | Jason Masters    |          |
| 2006 | Jen trošku štěstí                        | David Pennington |          |
| 2007 | Holka z předměstí                        | Jed Hanson       |          |
| 2008 | Na hraně                                 | Austin           |          |
| 2009 | The Butterfly Effect 3: Revelations      | Sam Reide        |          |
| 2009 | Do hlubiny 2                             | Sebastian White  |          |
| 2010 | Alfa a Omega                             | Garth (hlas)     |          |
| 2011 | Noc žraloka 3D                           | Dennis           |          |
| 2012 | Dark Power                               | Durant           |          |
| 2013 | Alpha and Omega 2: A Howl-iday Adventure | Garth            |          |
| 2015 | The Dust Storm                           | David            |          |

### Televize
| Rok        | Název                      | Role                   | Poznámky                                                   |
| ---------- | -------------------------- | ---------------------- | ---------------------------------------------------------- |
| 2000       | Strangers with Candy       | Laird                  | díl: „Invisible Love“                                      |
| 2003       | Player$                    | Sám sebe               | díl: „Voodoo That You Do... with Hobbits!“                 |
| 2003–2004  | O.C.                       | Luke Ward              | hlavní role (1. řada), hostující role (2. řada), 28 dílů   |
| 2004       | Poslední jízda             | Matthew Rondell        | TV film                                                    |
| 2005       | Beach Girls                | Cooper Morgenthal      | mini-série                                                 |
| 2005       | Smallville                 | Geoff Johns            | díl: „Konec fotbalisty“                                    |
| 2005       | Jake in Progress           | Jared Rush             | díl: „Ubusy?“                                              |
| 2005–2006  | Related                    | Alex Brody             | vedlejší role, 11 dílů                                     |
| 2007       | Kriminálka Miami           | Cole Telford           | díl: „Záchranná pojistka“                                  |
| 2007       | Higglytown Heroes          | Hero                   | díl: „Little Big Fish / Good Sports“                       |
| 2008       | Zoufalé manželky           | Tim Bremmer            | díl: „Nedělní ráno“                                        |
| 2008       | Kriminálka New York        | Colby Duncan           | díl: „Zakázané ovoce“                                      |
| 2009       | Námořní vyšetřovací služba | Kevin Nelson           | díl: „Láska a válka“                                       |
| 2009       | V těle boubelky            | Brian                  | díl: „Crazy“                                               |
| 2010       | Kráska mezi muži           | Liam                   | TV film                                                    |
| 2010       | Nebezpečné líbánky         | Trevor Forrest         | TV film                                                    |
| 2011       | Grace                      | Dylan Doran            | TV film                                                    |
| 2012       | Svatba o Vánocích          | Chad                   | TV film                                                    |
| 2012       | Vše o štědrém večeru       | Aidan Green            | TV film                                                    |
| 2013–2018  | Nashville                  | Will Lexington         | vedlejší role (1. řada), hlavní role (2.–6. řada), 92 dílů |
| 2018–dosud | Chirurgové                 | Atticus "Link" Lincoln | vedlejší role(15. řada), hlavní role (16. řada–dosud)      |

### Videohry
| Rok  | Název                   | Role        | Poznámky |
| ---- | ----------------------- | ----------- | -------- |
| 2015 | Final Fantasy Type-0 HD | Quon Yobatz |          |